# 野村雪子
野村 雪子（のむら ゆきこ、1937年（昭和12年） - 2000年（平成12年）4月23日）は、昭和期に活動した日本の歌手。本名は佐々木 雪子。

## 経歴
1937年（昭和12年）、青森県弘前市に生まれる。中学時代にコロムビア・レコードの歌謡コンクールで4位入賞、その声を見込んでスカウトされ、1952年（昭和27年）に日本マーキュリーレコードから「伊豆の十三夜」でデビュー。
1954年（昭和29年）8月に発売した「初恋ワルツ」の初ヒットで全国区の人気を勝ち得、1955年（昭和30年）に引き抜かれる形でビクターレコードへ移籍。同年4月発売の「初恋シャンソン」、11月発売の「おばこマドロス」（吉川静夫作詞、吉田正作曲）と大ヒットを飛ばす。1956年（昭和31年）5月発売の「おばこ船頭さん」もヒットしている。
1964年（昭和39年）をもって引退し、翌1965年（昭和40年）春にビクターレコードのディレクターであった佐々木重綱（作曲家の佐々木俊一の長男）と結婚。以後は家庭の人となり、歌手再開の要望は数多く寄せられていたが「新しい人がどんどん出てくる世界、今更それを割ってまで入りたくいない」と拒絶、また業界人であった夫も本人以上に反対していたため、実現しなかった。
2000年（平成12年）4月23日、胃癌により東京都品川区の病院で死去。享年63。